# Franklin Farrell
Franklin „Frank, Tot” Farrel III. (Ansonia, Connecticut, 1908. március 23. – North Branford, Connecticut, 2003. július 2.) olimpiai ezüstérmes amerikai jégkorongozó, üzletember.
A Yale Egyetemen játszott, mint jégkorongozó kapus. Az 1932. évi téli olimpiai játékokon, a jégkorongtornán, Lake Placidban, játszott a amerikai jégkorong-válogatottban. Csak négy csapat indult. Oda-visszavágós rendszer volt. A kanadaiaktól kikaptak 2–1-re, majd 2–2-es döntetlent játszottak. A németeket 7–0-ra és 8–0-ra győzték le, végül a lengyeleket 5–0-ra és 4–1-re verték. Ez az olimpia világbajnokságnak is számított, így világbajnoki ezüstérmesek is lettek. 6 mérkőzésen játszott 3 shutoutja volt.
Később a családi vállalkozás elnöke lett, majd a USM Corporation alelnöke.